# Ardisia lindenii
Ardisia lindenii är en viveväxtart som beskrevs av Carl Christian Mez. Ardisia lindenii ingår i släktet Ardisia och familjen viveväxter. Inga underarter finns listade i Catalogue of Life.